# Trioxyde de dichlore
Le trioxyde de dichlore, Cl2O3, est un oxyde de chlore. Il s'agit d'un solide brun foncé découvert en 1967, qui est explosif, même en dessous de 0 °C. Il est formé par la photolyse à basse température de ClO2 et est formé en même temps que le Cl2O6, Cl2 et O2. Sa structure est de la forme OCl-ClO2 avec l'isomère possible Cl-O-ClO2. Il est l'anhydride théorique de l'acide chloreux.